# Мориси
Мориси (фр. Mauricie) — административный регион Квебека, расположенный в районе слияния рек Сен-Морис и реки Святого Лаврентия. Речная долина протяженностью около 560 км стала колыбелью для множества городов, главными из которых являются Труа-Ривьер и Шавиниган.